# Chiridopsis nigroreticulata
Chiridopsis nigroreticulata es un insecto coleóptero de la familia Chrysomelidae.
Fue descrita científicamente en 2005 por Borowiec.